# ATI-Radeon-HD-4000-Serie

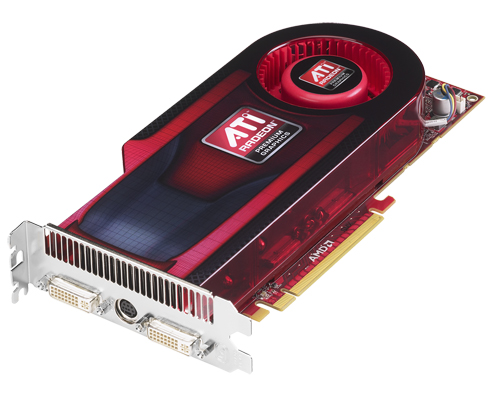
ATI Radeon HD 4890

Die Radeon-HD-4000-Serie ist eine Serie von Desktop-Grafikchips des Unternehmens AMD und der Nachfolger der Radeon-HD-3000-Serie. Alle Grafikprozessoren dieser Serie unterstützen das Shadermodell 4.1 (SM 4.1) nach DirectX 10.1. In dieser Serie wird zum ersten Mal GDDR5-Speicher verwendet. Der Nachfolger ist die Radeon-HD-5000-Serie.

## Beschreibung
Die offizielle Vorstellung des auf den Grafikkarten HD 4850 und HD 4870 verwendeten Grafikchips RV770 fand am 25. Juni 2008 statt. Aufgrund der frühzeitigen Verfügbarkeit im Handel und dadurch früh erscheinenden Berichten von Käufern zog AMD die Vorstellung der HD 4850 auf den 19. Juni vor, unter der Bedingung, dass nur Leistungsvergleiche angestellt werden, aber keine Details über die Architektur bekannt gegeben werden.
Der RV770-Chip basiert auf der Unified-Shader-Architektur des R600-Chips der Radeon HD 2900 XT, die allerdings deutlich modifiziert wurde. Wichtigster Unterschied ist die Verlegung der Textureinheiten (TMUs) in die Shadercluster. Bei der R600-Generation (inklusive der RV6xx-Ableger) bildeten die Textureinheiten einen Cluster, dessen Größe mit der Shaderclustergröße identisch ist. Dies ermöglichte im Prinzip eine etwas bessere Auslastung der TMUs beim R600, allerdings lässt sich das Design nicht zu größeren TMU-Zahlen skalieren ohne an Effizienz durch zu große Shadercluster zu verlieren. Mit der R700-Generation befinden sich immer 4 TMUs in einem Shadercluster, denen jeweils auch ein eigener First-Level-Cache zur Verfügung steht (bis RV670 haben sich alle TMUs einen einzigen L1-Cache geteilt), der Textur-L2-Cache bleibt aber unified. Genau diese Umstellung ermöglichte die deutliche Erhöhung der Einheitenzahlen mit dem RV770.
Im Gegensatz zum direkten Vorgänger, dem RV670, wurde die Anzahl der 5D-Shadereinheiten von 64 auf 160 gesteigert. Obwohl auch die Anzahl der Textureinheiten auf das Zweieinhalbfache stieg (von 16 auf 40, wobei die TAUs zu TMUs nun im Verhältnis 1:1 verbaut werden), erhöhte sich die Anzahl der Transistoren nur von 666 auf 956 Mio. Im gleichbleibenden 55-nm-Fertigungsprozess vergrößerte sich die Die-Fläche von 193 mm² auf 256 mm². Da der Konkurrenzchip von Nvidia, der GT200, mit 576 mm² deutlich größer war (bedingt durch die deutlich höhere Transistoranzahl sowie dem älteren 65-nm-Fertigungsprozess), konnte ATI den RV770 kosteneffizienter herstellen. Infolgedessen konnte ATI die Radeon HD 4870 deutlich günstiger auf dem Markt anbieten als die zunächst etwa gleich schnelle Geforce GTX 260 von Nvidia. Als äußerst erfolgreich erwies sich die Radeon HD 4850 im Marktbereich der Performanceklasse, da sie deutlich leistungsfähiger ist als die in etwa gleichteure Geforce 9800 GT. ATI bewarb ihre neue Grafikkartengeneration auch mit der Stromsparfunktion „PowerPlay 2.0“. Diese geriet aber in die Kritik, da sie deutlich weniger effizient arbeitete als die Vorgängerversion auf der Radeon-HD-3000-Serie. Gerade im Zusammenhang mit dem GDDR5-Speicher auf der Radeon HD 4870 wurde der Stromverbrauch im Leerlauf als zu hoch kritisiert, was auch mit Treiberupdates nicht behoben werden konnte.
Mit zwei RV770-Chips, die mittels Crossfire-Technologie zusammenarbeiten, wurden im August 2008 die Dual-GPU-Karten HD 4870 X2 und die HD 4850 X2 vorgestellt. Während letztere Karte exklusiv von Sapphire vertrieben wird, ist die HD 4870 X2 bei fast allen Boardpartnern im Portfolio zu finden. In 2D-Betrieb hilft die Stromsparfunktion „PowerPlay“ die Leistungsaufnahme in Grenzen zu halten, unter Last bricht die Leistungsaufnahme der HD 4870 X2 jedoch alle bisherigen Negativrekorde, weswegen auch ein starkes Netzteil eine Voraussetzung für diese Karte ist. Mit der Radeon HD 4870 X2 stellte ATI erstmals seit der Radeon-X1000-Serie wieder die leistungsstärkste Grafikkarte auf dem Markt zur Verfügung, bis Nvidia im Januar 2009 die Geforce GTX 295 vorstellte.
Am 10. September 2008 präsentierte AMD die Radeon-HD-4600-Serie für den Mainstream-Markt, sowie am 30. September die Radeon-HD-4500er und die Radeon-HD-4300er Serie für den Low-End-Markt. Die Grafikkarten, die auf den RV730- oder RV710-GPUs basieren, zeichnen sich durch eine geringe Verlustleistung insbesondere im Leerlauf aus. Da die Radeon HD 4670 durchaus erfolgreich gegen Nvidias Geforce 9600 GSO agierte, allerdings nicht mit der Geforce 9600 GT konkurrieren konnte, präsentierte ATI am 23. Oktober 2008 die Radeon HD 4830. Dabei handelt es sich um eine Radeon HD 4850 mit reduzierten Taktraten sowie zwei deaktivierten Shaderclustern.
Am 2. April 2009 stellte AMD die Radeon HD 4890 vor, welche auf dem RV790 basiert. Dabei handelt es sich um ein RV770-Derivat, welcher in einem verbesserten 55-nm-Fertigungsprozess hergestellt worden ist, um höhere Taktraten zu erreichen. Dies ermöglicht der Radeon HD 4890 in etwa die Performance der zu diesem Zeitpunkt nicht mehr produzierten Geforce GTX 280 zu erreichen. Nvidia reagierte mit der Präsentation der ungefähr gleich schnellen Geforce GTX 275, welche allerdings architekturbedingt kostenintensiver in der Herstellung ist. Auf eine Dual-GPU-Grafikkarte auf Basis des RV790 verzichtete AMD, da solch eine Karte einen TDP von über 300 Watt hätte (was jenseits der nach dem PCI-Express-Standard erlaubten Leistungsaufnahme läge) und nach AMDs Einschätzung auch „einfach nicht nötig“ sei. Allerdings kündigten kurz darauf einige Grafikkartenhersteller bereits eine solche Karte an, dabei sollen – nicht standardkonform – zwei 8-Pin-Stromanschlüsse eingesetzt werden. Ferner gab AMD an, dass man den Stromverbrauch der Radeon HD 4890 im Vergleich zur 4870 im Leerlauf reduziert habe. Dies konnte allerdings von den ersten unabhängigen Testmessungen nicht bestätigt werden.
Am 28. April 2009 stellte AMD die Radeon HD 4770 vor, welche auf dem RV740 basiert und die Radeon HD 4830 ersetzte. Beim RV740-Chip handelt es sich um die erste im 40-nm-Fertigungsprozess hergestellte GPU. Dies ermöglichte AMD, die Karte mit einem guten Preis-Leistungs-Verhältnis auf dem Markt anzubieten und sie erfolgreich gegen die etwa gleich teure, aber langsamere Geforce 9800 GT von Nvidia zu platzieren. Durch den neuen Fertigungsprozess wurden Fortschritte bei der Leistungsaufnahme erzielt, welche allerdings im Leerlauf unter Windows nicht so groß waren wie erhofft, was auf die Verwendung von GDDR5-Speicher zurückgeführt wird. Nach der Markteinführung konnte AMD die unerwartet hohe Nachfrage nach der Radeon HD 4770 zunächst nicht decken, da der neue 40-nm-Fertigungsprozess bei TSMC eine ungenügende Yield-Rate aufwies. Deshalb ließ AMD seinen Boardpartner Powercolor am 28. Mai 2009 die Radeon HD 4730 für den 8. Juni ankündigen. Dabei handelt es sich um eine übertaktete Variante der Radeon HD 4830 mit halbiertem Speicherinterface, welche allerdings GDDR5-Speicher verwendet. Die theoretische Speicherbandbreite bleibt daher unverändert. Erste Testberichte zeigen eine überraschend geringe 3D-Leistung, die vermuten lässt, dass die Zahl der ROPs bei der Radeon HD 4730 auf 8 halbiert wurde.
Im August stellten Boardpartner vom AMD die Radeon HD 4750 und 4860 für den asiatischen Markt vor. Beide Karten kommen mit deaktivierten Shaderclustern daher, wobei die Radeon HD 4750 den in 40 nm hergestellten RV740-Grafikprozessor verwendet, wohingegen die HD 4860 auf einem teildeaktivierten und bis dato nur auf der Radeon HD 4890 eingesetzten RV790 basiert. Die Taktraten liegen jedoch, wie es der Modellname andeutet, zwischen denen der Modelle HD 4850 und HD 4870 und damit deutlich niedriger als jene der HD 4890.

## Grafikprozessoren
| Grafik- chip | Fertigung | Fertigung      | Fertigung   | Einheiten | Einheiten           | Einheiten         | Einheiten       | Einheiten       | Einheiten       | API     | API                    | API                              | Video- pro- zessor | Schnitt- stelle |
| Grafik- chip | Pro- zess | Transi- storen | Die- Fläche | ROPs      | Unified-Shader      | Unified-Shader    | Unified-Shader  | Textureinheiten | Textureinheiten | DirectX | OpenGL                 | OpenCL                           | Video- pro- zessor | Schnitt- stelle |
| Grafik- chip | Pro- zess | Transi- storen | Die- Fläche | ROPs      | Stream- prozessoren | Shader- Einheiten | Shader- Cluster | TAUs            | TMUs            | DirectX | OpenGL                 | OpenCL                           | Video- pro- zessor | Schnitt- stelle |
| ------------ | --------- | -------------- | ----------- | --------- | ------------------- | ----------------- | --------------- | --------------- | --------------- | ------- | ---------------------- | -------------------------------- | ------------------ | --------------- |
| RV620        | 55 nm     | 181 Mio.       | 064 mm²     | 04        | 040                 | 08× 5D-VLIW       | 02              | 08              | 04              | 10.1    | 3.3 (Linux Mesa: 3.3+) | ATI Stream                       | UVD 1.0            | PCIe 2.0        |
| RV710        | 55 nm     | 242 Mio.       | 072 mm²     | 04        | 080                 | 016× 5D-VLIW      | 02              | 08              | 08              | 10.1    | 3.3 (Linux Mesa: 3.3+) | 1.1 (Linux Mesa: 1.1 incomplete) | UVD 2.2            | PCIe 2.0        |
| RV730        | 55 nm     | 514 Mio.       | 146 mm²     | 08        | 320                 | 064× 5D-VLIW      | 08              | 32              | 32              | 10.1    | 3.3 (Linux Mesa: 3.3+) | 1.1 (Linux Mesa: 1.1 incomplete) | UVD 2.2            | PCIe 2.0        |
| RV740        | 40 nm     | 826 Mio.       | 137 mm²     | 16        | 640                 | 128× 5D-VLIW      | 08              | 32              | 32              | 10.1    | 3.3 (Linux Mesa: 3.3+) | 1.1 (Linux Mesa: 1.1 incomplete) | UVD 2.2            | PCIe 2.0        |
| RV770        | 55 nm     | 956 Mio.       | 256 mm²     | 16        | 800                 | 160× 5D-VLIW      | 10              | 40              | 40              | 10.1    | 3.3 (Linux Mesa: 3.3+) | 1.1 (Linux Mesa: 1.1 incomplete) | UVD 2.1            | PCIe 2.0        |
| RV790        | 55 nm     | 959 Mio.       | 282 mm²     | 16        | 800                 | 160× 5D-VLIW      | 10              | 40              | 40              | 10.1    | 3.3 (Linux Mesa: 3.3+) | 1.1 (Linux Mesa: 1.1 incomplete) | UVD 2.1            | PCIe 2.0        |

## Namensgebung

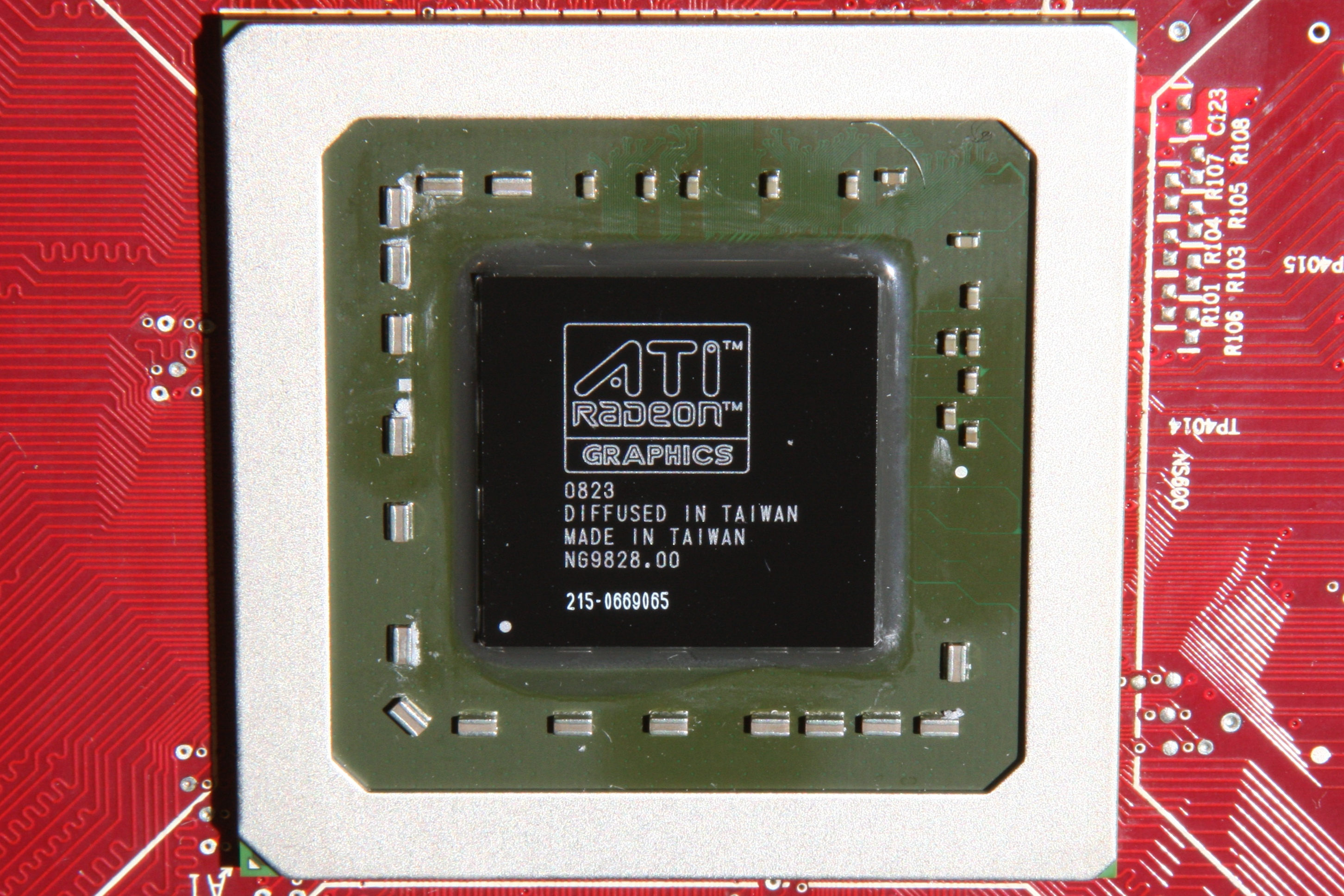
ATI RV770 auf einer ATI-HD4850-Grafikkarte

Alle Grafikkarten werden mit „ATI Radeon HD“ und einer zusätzlichen vierstelligen Nummer bezeichnet, die generell mit einer „4“ (für die Serie) beginnt. Die zweite Ziffer teilt die Familie in verschiedene Marktsegmente auf. Die dritte und vierte Ziffer dient einer Unterteilung in die verschiedenen Modelle. Suffixe werden wie in der vorhergehenden Serie nicht genutzt, die Leistungseinordnung innerhalb der Serie bzw. des Marktsegments erfolgt lediglich über die Nummer.
Aufteilung
- HD 42x0: IGP
- HD 43x0: Low-End
- HD 45x0/46x0: Mainstream
- HD 47x0/48x0: Performance
- HD 48x0 X2: High-End (Modelle mit zwei GPUs auf einer Karte)

## Modelldaten
| Modell            | Offizieller Launch | Grafikprozessor (GPU) | Grafikprozessor (GPU) | Grafikprozessor (GPU) | Grafikprozessor (GPU) | Grafikprozessor (GPU) | Grafikprozessor (GPU) | Grafikprozessor (GPU) | Grafikspeicher                 | Grafikspeicher | Grafikspeicher | Grafikspeicher                         |
| Modell            | Offizieller Launch | Typ                   | Aktive Einheiten      | Aktive Einheiten      | Aktive Einheiten      | Aktive Einheiten      | Aktive Einheiten      | Takt (MHz)            | Größe (MB)                     | Takt (MHz)     | Typ            | Speicher- interface                    |
| Modell            | Offizieller Launch | Typ                   | ROPs                  | Shader- Cluster       | Stream- prozessoren   | TAUs                  | TMUs                  | Takt (MHz)            | Größe (MB)                     | Takt (MHz)     | Typ            | Speicher- interface                    |
| ----------------- | ------------------ | --------------------- | --------------------- | --------------------- | --------------------- | --------------------- | --------------------- | --------------------- | ------------------------------ | -------------- | -------------- | -------------------------------------- |
| Radeon HD 4200    | 4. Aug. 2009       | RV620                 | 4                     | 2                     | 40                    | 8                     | 4                     | 500                   | shared und/oder 128 (Sideport) | k. A.          | DDR2 / DDR3    | Sideport 16Bit Shared Memory 32/64 Bit |
| Radeon HD 4250    | 27. Apr. 2010      | RV620                 | 4                     | 2                     | 40                    | 8                     | 4                     | 700                   | shared und/oder 128 (Sideport) | 400            | DDR3           | Sideport 16Bit Shared Memory 32/64 Bit |
| Radeon HD 4290    | 2. Mrz. 2010       | RV620                 | 4                     | 2                     | 40                    | 8                     | 4                     | 700                   | shared und/oder 128 (Sideport) | k. A.          | DDR3           | Sideport 16Bit Shared Memory 32/64 Bit |
| Radeon HD 4350    | 30. Sep. 2008      | RV710                 | 4                     | 2                     | 80                    | 8                     | 8                     | 600                   | 256                            | 500            | DDR2           | 64 Bit                                 |
| Radeon HD 4550    | 30. Sep. 2008      | RV710                 | 4                     | 2                     | 80                    | 8                     | 8                     | 600                   | 512                            | 800            | DDR3           | 64 Bit                                 |
| Radeon HD 4650    | 10. Sep. 2008      | RV730                 | 8                     | 8                     | 320                   | 32                    | 32                    | 600                   | 512 1024                       | 500            | DDR2           | 128 Bit                                |
| Radeon HD 4670    | 10. Sep. 2008      | RV730                 | 8                     | 8                     | 320                   | 32                    | 32                    | 750                   | 512                            | 1000           | GDDR3          | 128 Bit                                |
| Radeon HD 4670    | 10. Sep. 2008      | RV730                 | 8                     | 8                     | 320                   | 32                    | 32                    | 750                   | 1024                           | 900            | DDR3           | 128 Bit                                |
| Radeon HD 4730    | 8. Jun. 2009       | RV770                 | 8                     | 8                     | 640                   | 32                    | 32                    | 700                   | 512                            | 1800 (900)     | GDDR5          | 128 Bit                                |
| Radeon HD 4750    | 13. Aug. 2009      | RV740                 | 16                    | 6                     | 480                   | 24                    | 24                    | 730                   | 512                            | 1600 (800)     | GDDR5          | 128 Bit                                |
| Radeon HD 4770    | 28. Apr. 2009      | RV740                 | 16                    | 8                     | 640                   | 32                    | 32                    | 750                   | 512                            | 1600 (800)     | GDDR5          | 128 Bit                                |
| Radeon HD 4830    | 23. Okt. 2008      | RV770                 | 16                    | 8                     | 640                   | 32                    | 32                    | 575                   | 512                            | 900            | GDDR3          | 256 Bit                                |
| Radeon HD 4850    | 19. Jun. 2008      | RV770                 | 16                    | 10                    | 800                   | 40                    | 40                    | 625                   | 512 1024                       | 993            | GDDR3          | 256 Bit                                |
| Radeon HD 4860    | 13. Aug. 2009      | RV790                 | 16                    | 8                     | 640                   | 32                    | 32                    | 700                   | 512                            | 1500 (750)     | GDDR5          | 256 Bit                                |
| Radeon HD 4870    | 19. Jun. 2008      | RV770                 | 16                    | 10                    | 800                   | 40                    | 40                    | 750                   | 512 1024                       | 1800 (900)     | GDDR5          | 256 Bit                                |
| Radeon HD 4890    | 2. Apr. 2009       | RV790                 | 16                    | 10                    | 800                   | 40                    | 40                    | 850                   | 1024                           | 1950 (975)     | GDDR5          | 256 Bit                                |
| Radeon HD 4850 X2 | 12. Aug. 2008      | 2 × RV770 (R700)      | 2 × 16                | 2 × 10                | 2 × 800               | 2 × 40                | 2 × 40                | 625                   | 2 × 1024                       | 993            | GDDR3          | 2 × 256 Bit                            |
| Radeon HD 4870 X2 | 12. Aug. 2008      | 2 × RV770 (R700)      | 2 × 16                | 2 × 10                | 2 × 800               | 2 × 40                | 2 × 40                | 750                   | 2 × 1024                       | 1800 (900)     | GDDR5          | 2 × 256 Bit                            |

Hinweise
- Die angegebenen Taktraten sind die von AMD empfohlenen bzw. festgelegten, beim Speichertakt wird der I/O-Takt angegeben. Allerdings kann der genaue Takt durch verschiedene Taktgeber um einige Megahertz abweichen, des Weiteren liegt die finale Festlegung der Taktraten in den Händen der jeweiligen Grafikkarten-Hersteller. Daher ist es durchaus möglich, dass es Grafikkarten-Modelle gibt oder geben wird, die abweichende Taktraten besitzen.
- Mit dem angegebenen Zeitpunkt ist der Termin der öffentlichen Vorstellung angegeben, nicht der Termin der Verfügbarkeit der Modelle.
- Eventuell kann bei den Grafikchips, welche on-board mit Sideport-Grafikspeicher ausgerüstet sind, „Sideport und UMA“ eingeschaltet werden, um dynamisch den Grafikspeicher zu vergrößern, oder gar die Grafikleistung gering zu verbessern.[14]

### Leistungsdaten
Für die jeweiligen Modelle ergeben sich folgende theoretische Leistungsdaten:
| Modell            | Graphikprozessor/-speicher                          | Graphikprozessor/-speicher | Graphikprozessor/-speicher | Graphikprozessor/-speicher        |
| Modell            | Rechenleistung über die Streamprozessoren in GFlops | Pixelfüllrate in GPixel/s  | Texelfüllrate in GTexel/s  | Daten- übertragungs- rate in GB/s |
| ----------------- | --------------------------------------------------- | -------------------------- | -------------------------- | --------------------------------- |
| Radeon HD 4200    | 40                                                  | 2,0                        | 2,0                        | k. A.                             |
| Radeon HD 4250    | 44,8                                                | 2,2                        | 2,2                        | k. A.                             |
| Radeon HD 4290    | 56                                                  | 2,8                        | 2,8                        | k. A.                             |
| Radeon HD 4350    | 96                                                  | 2,4                        | 4,8                        | 8,0                               |
| Radeon HD 4550    | 96                                                  | 2,4                        | 4,8                        | 12,8                              |
| Radeon HD 4650    | 384                                                 | 4,8                        | 19,2                       | 16,0                              |
| Radeon HD 4670    | 480                                                 | 6,0                        | 24,0                       | 32,0                              |
| Radeon HD 4730    | 896                                                 | 5,6                        | 22,4                       | 57,6                              |
| Radeon HD 4750    | 700,8                                               | 11,7                       | 17,5                       | 51,2                              |
| Radeon HD 4770    | 960                                                 | 12,0                       | 24,0                       | 51,2                              |
| Radeon HD 4830    | 736                                                 | 9,2                        | 18,4                       | 57,6                              |
| Radeon HD 4850    | 1000                                                | 10,0                       | 25,0                       | 63,6                              |
| Radeon HD 4860    | 896                                                 | 11,2                       | 22,4                       | 96                                |
| Radeon HD 4870    | 1200                                                | 12,0                       | 30,0                       | 115,2                             |
| Radeon HD 4890    | 1360                                                | 13,6                       | 34,0                       | 124,8                             |
| Radeon HD 4850 X2 | 2 × 1000                                            | 2 × 10,0                   | 2 × 25,0                   | 2 × 63,6                          |
| Radeon HD 4870 X2 | 2 × 1200                                            | 2 × 12,0                   | 2 × 30,0                   | 2 × 115,2                         |

Hinweise
- Die angegebenen Leistungswerte für die Rechenleistung über die Streamprozessoren, die Pixelfüllrate, die Texelfüllrate und die Speicherbandbreite sind theoretische Maximalwerte. Die Gesamtleistung einer Grafikkarte hängt unter anderem davon ab, wie gut die vorhandenen Ressourcen ausgenutzt bzw. ausgelastet werden können. Außerdem gibt es noch andere, hier nicht aufgeführte Faktoren, die die Leistungsfähigkeit beeinflussen.
- Die Rechenleistung über die Streamprozessoren ist nicht direkt mit der Leistung der Nvidia-Geforce-Serie vergleichbar, da diese auf einer anderen Architektur aufbaut, welche anders skaliert.

### Leistungsaufnahmedaten
Die in der Tabelle aufgeführten Messwerte beziehen sich auf die reine Leistungsaufnahme von Grafikkarten, die dem ATI-Referenzdesign entsprechen. Um diese Werte zu messen, bedarf es einer speziellen Messvorrichtung; je nach eingesetzter Messtechnik und gegebenen Messbedingungen, inklusive des genutzten Programms, mit dem die 3D-Last erzeugt wird, können die Werte zwischen unterschiedlichen Apparaturen schwanken. Daher sind hier Messwertbereiche angegeben, die jeweils die niedrigsten und höchsten gemessenen Werte aus verschiedenen Quellen darstellen.
| Modell            | Typ              | Verbrauch (Watt) | Verbrauch (Watt) | Verbrauch (Watt) | zusätzliche Strom- stecker |
| Modell            | Typ              | TDP              | Messwerte        | Messwerte        | zusätzliche Strom- stecker |
| Modell            | Typ              | TDP              | Idle             | 3D-Last          | zusätzliche Strom- stecker |
| ----------------- | ---------------- | ---------------- | ---------------- | ---------------- | -------------------------- |
| Radeon HD 4200    | RV620            | k. A.            | k. A.            | k. A.            | keine                      |
| Radeon HD 4250    | RV620            | k. A.            | k. A.            | k. A.            | keine                      |
| Radeon HD 4290    | RV620            | k. A.            | k. A.            | k. A.            | keine                      |
| Radeon HD 4350    | RV710            | 20               | 7                | 18               | keine                      |
| Radeon HD 4550    | RV710            | 25               | k. A.            | k. A.            | keine                      |
| Radeon HD 4650    | RV730            | 48               | k. A.            | k. A.            | keine/1× 4-Pin (AGP)       |
| Radeon HD 4670    | RV730            | 59               | 8                | 64               | keine/1× 4-Pin (AGP)       |
| Radeon HD 4730    | RV770            | 110              | 62               | 135              | 1× 6-Pin                   |
| Radeon HD 4750    | RV740            | k. A.            | k. A.            | k. A.            | 1× 6-Pin                   |
| Radeon HD 4770    | RV740            | 80               | 30–32            | 73–83            | 1× 6-Pin                   |
| Radeon HD 4830    | RV770            | 110              | k. A.            | k. A.            | 1× 6-Pin                   |
| Radeon HD 4850    | RV770            | 114              | 42               | 148–150          | 1× 6-Pin                   |
| Radeon HD 4860    | RV790            | k. A.            | k. A.            | k. A.            | 1× 6-Pin                   |
| Radeon HD 4870    | RV770            | 157              | 55               | 178–200          | 2× 6-Pin                   |
| Radeon HD 4890    | RV790            | 190              | 60               | 226              | 2× 6-Pin                   |
| Radeon HD 4850 X2 | 2 × RV770 (R700) | 226              | k. A.            | k. A.            | 1× 6-Pin 1× 8-Pin          |
| Radeon HD 4870 X2 | 2× RV770 (R700)  | 286              | 75–79            | 364–373          | 1× 6-Pin 1× 8-Pin          |

Weitaus üblicher als die Messung des Verbrauchs an der Grafikkarte ist die Bestimmung der Leistungsaufnahme eines Gesamtsystems. Dazu wird ein Referenzsystem zusammengestellt, in dem die verschiedenen Grafikkarten eingebaut werden; daraufhin findet die Messung mithilfe eines Energiekostenmessgerätes oder einer vergleichbaren Apparatur direkt an der Steckdose statt. Allerdings ist die Aussagekraft der Messwerte begrenzt: Es ist nicht klar, welcher Verbrauch von der Grafikkarte stammt und was dem restlichen PC-System zuzuschreiben ist. Der Unterschied im Verbrauch zwischen Idle- und 3D-Lastbetrieb ist bei dieser Messmethode nicht nur davon abhängig, mit welchem Programm die Last erzeugt wurde; die Auslastung und Effizienz des restlichen PC-Systems inklusive Netzteil, Mainboard und Prozessor beeinflussen die gemessene Differenz ebenfalls. Da sich die getesteten Systeme in der Regel von dem eigenen PC-System zuhause unterscheiden, lassen sich die dort angegebenen Werte nicht auf das eigene System abbilden. Nur Messdaten von sonst identischen Systemen taugen (bedingt) für den Vergleich untereinander. Wegen dieser Abhängigkeit sind Gesamtsystem-Messwerte in der hiesigen Tabelle nicht aufgeführt. Da sie aber ein besseres Bild von der praktischen Leistungsaufnahme eines konkreten Systems mit einer bestimmten Grafikkarte vermitteln können, werden unter den Weblinks Webseiten aufgelistet, die solche Messungen vornahmen.

### Messung der Leistungsaufnahme eines Gesamtsystems
- Messungen mit Radeon HD 4870 X2, 4890, 4870, 4850, 4830, 4770, 4670 und anderen bei ComputerBase